# 皮婭·奧爾森·迪赫爾
皮婭·奧爾森·迪赫爾（丹麥語：Pia Olsen Dyhr；1971年11月30日—），是丹麥的政治家，現任社會主義人民黨黨魁和前任丹麥交通部長。

## 外部連結
- 官方网站